# Santinho Pacheco
António José Santinho Pacheco (Vila Franca da Serra, 1 de setembro de 1951) é um professor e político português. Foi deputado à Assembleia da República na XIV legislatura pelo Partido Socialista. Formou-se na Faculdade de Direito da Universidade de Coimbra.
Foi Presidente da Câmara Municipal de Gouveia entre 1985 e 2001 e Governador Civil da Guarda.
A 19 de novembro de 2024, foi agraciado com o grau de Comendador da Ordem da Liberdade.